# Линкольн Ред Импс

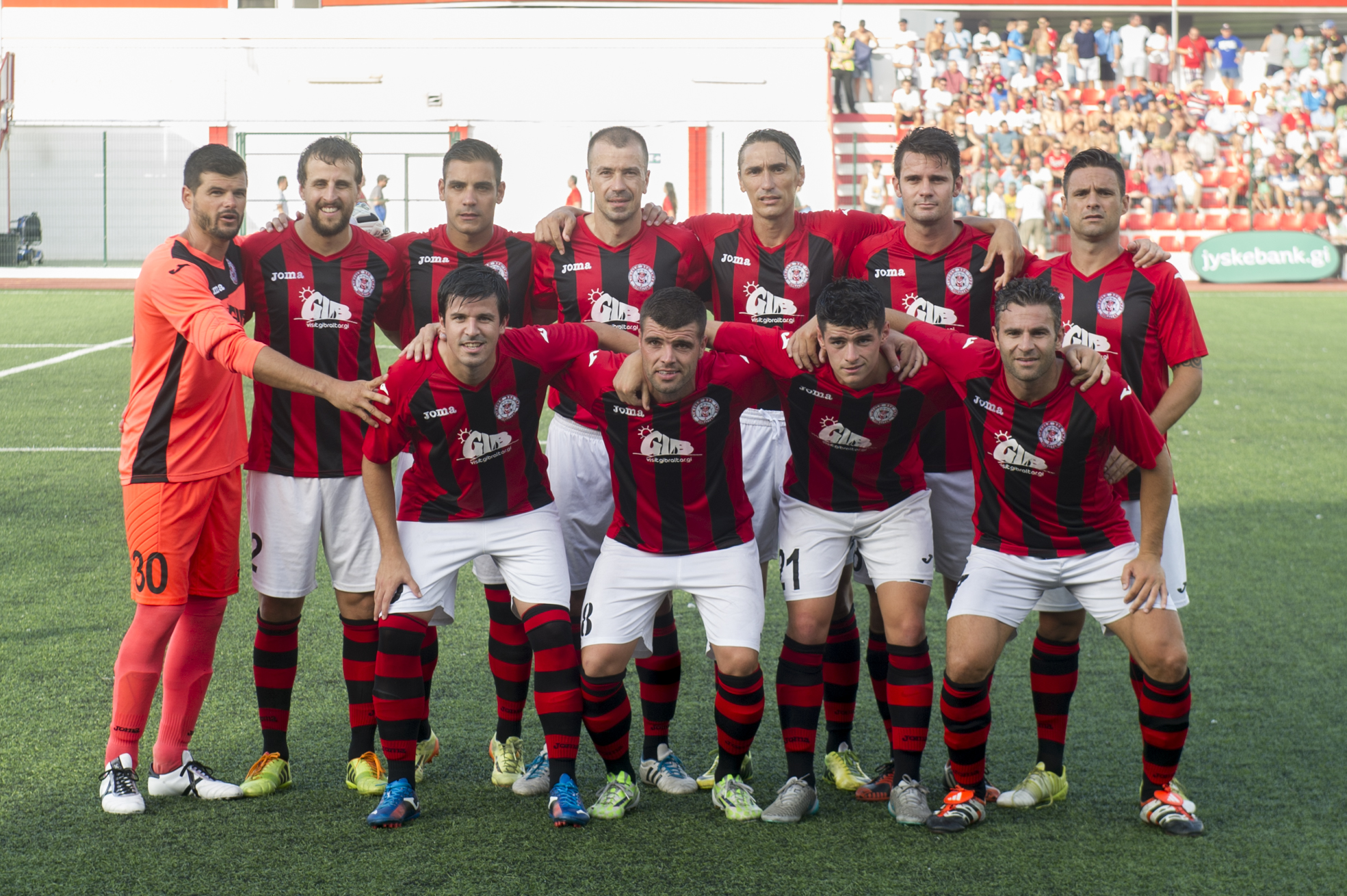
Основной состав команды
(на 21 июля 2015 года)

«Ли́нкольн Ред Импс» (англ. Lincoln Red Imps Football Club) — гибралтарский футбольный клуб из одноимённой заморской территории Соединенного Королевства. Базируется на проспекте Уинстона Черчилля. Домашние матчи команда проводит на стадионе национальной сборной «Виктория».
Самый титулованный футбольный клуб чемпионата Гибралтара. В послужном списке команды 23 победы в национальном первенстве, а также 14 чемпионских титулов подряд, выигранных с 2003-го по 2016-й годы, что является новым рекордом европейских чемпионатов. Также клуб рекордсмен чемпионата по числу завоёванных титулов обладателя кубка Гибралтара (17 побед).
Клуб назван в честь английского футбольного клуба «Линкольн Сити», от которого были заимствованы эмблема и прозвище команды «Черти» (англ. The Imps).

## История клуба
Клуб «Линкольн Ред Импс» был основан в конце 1970-х годов. На момент своего создания команда состояла из футболистов, перешедших из «Глэсис Юнайтед» и «Сент-Ягос». С тех пор команда является неизменным участником Первого дивизиона, высшей футбольной лиги чемпионата Гибралтара по футболу, и по числу завоёванных трофеев в чемпионате и кубке считается самым титулованным футбольным клубом Гибралтара.
После вступления Федерации футбола Гибралтара в полноправные члены УЕФА гибралтарские футбольные клубы впервые в своей истории получили право участвовать в европейских клубных турнирах под эгидой ассоциации: в Лиге чемпионов и в Лиге Европы. Дебют клуба на европейской арене состоялся в рамках первого раунда квалификации Лиги чемпионов в сезоне 2014/15. Соперником команды стал фарерский футбольный клуб «ХБ» из города Торсхавн. 2 июля 2014 года на стадионе «Виктория» состоялся первый в истории матч команды в еврокубках: на 18-й минуте встречи полузащитник хозяев Джозеф Чиполина ударом с одиннадцатиметровой отметки вывел команду вперёд. Однако удержать достигнутое преимущество хозяева не смогли: на 71-й минуте игры форвард гостей Леви Ханссен сравнял счёт. Тем не менее, «Линкольн Ред Импс» в своём первом, историческом для гибралтарского футбола, матче на европейской арене смог добыть первые еврокубковые очки Гибралтара в таблицу коэффициентов УЕФА. Однако радость от первого небольшого успеха оказалась недолгой: в ответной встрече на «Торсвёллюр» островитяне добились необходимого результата, одержав убедительную победу со счётом 5:2.
Следующий сезон в еврокубках принёс клубу первый успех на международной арене. В рамках первого отборочного раунда Лиги чемпионов отыграв нулевую ничью дома, в гостевом поединке «Линкольн» сумел одержать первую победу в еврокубках. Со счётом 2:1 был обыгран клуб из Андорры «Санта-Колома», победный гол записал на свой счёт нападающий клуба Ли Кашьяро. Этот успех позволил команде выйти во второй раунд квалификации, что стало историческим успехом для клуба и всего чемпионата. Во втором раунде турнира «Ред Импс» дважды уступил датскому «Мидтьюлланду» (0:2 дома и 0:1 в гостях). Несмотря на итоговое поражение, команда оставила приятные впечатления от игры, особенно в первой встрече в Дании, где гибралтарцы лишь с минимальным счётом уступили более именитому оппоненту.
Оформив очередное чемпионство в местном первенстве, 22-е в истории и 14-е кряду, «Линкольн» третий раз подряд начинал еврокубковый сезон с первого раунда квалификации Лиги чемпионов. На сей раз в соперники команде выпал эстонский клуб «Флора». К встрече с эстонцами «Ред Импс» подходил в статусе несеянного клуба первого раунда и аутсайдера противостояния, но снова сумел посрамить скептиков и пройти гораздо более опытного соперника. Уступив с минимальным счётом в первом матче в Эстонии, в родных стенах гибралтарцы взяли убедительный реванш, одолев соперника 2:0. Участвуя всего третий сезон в Лиге чемпионов, «Линкольн» два года подряд проходил первый раунд турнира, в обоих случаях не будучи фаворитом пары. Казалось, жребий оказался безжалостен к «чертям», во втором раунде определив им в соперники легендарный шотландский клуб «Селтик» из Глазго, но и тут гибралтарцы не стушевались перед столь грозным соперником, и 12 июля 2016 года в рамках первого матча на домашней арене сумели одержать историческую сенсационную победу над «кельтами» со счётом 1:0. Победный гол в ворота гостей на 48-й минуте провёл форвард команды Ли Кашьяро. Однако итоговая разница в классе между командами перевесила минимальное преимущество гибралтарцев, достигнутое в первом матче, и в ответном поединке на «Селтик Парк» «кельты» сумели взять реванш за унизительное поражение в Гибралтаре, отгрузив три безответных мяча в ворота «чертей» ещё в первом тайме. Тем не менее, спортивные подвиги и незаурядные бойцовские качества команды в турнире заставили обратить на себя внимание футбольной общественности по всему миру и с уважением отнестись к доморощенному коллективу из Гибралтара.
В сезоне 2016/17 «Линкольн» неожиданно прервал свою чемпионскую победную серию, длившуюся 14 лет подряд, уступив чемпионский титул клубу «Европа» (быв. «Колледж Европа»). Таким образом прервалась многолетняя гегемония клуба в местном футбольном первенстве.
В 2021 году команда впервые в истории гибралтарского футбола вышла групповой этап еврокубка, обыграв в квалификации Лиги Конференций латвийскую «Ригу».

## История названий
- 1978—2002 «ФК Линкольн» (англ. Lincoln Football Club)
- 2002—2007 «Ньюкасл Юнайтед» (англ. Newcastle United Football Club)
- 2007 — н. в. «Линкольн Ред Импс» (англ. Lincoln Red Imps Football Club)

## Достижения клуба
- Премьер дивизион
  - Чемпион (27) (рекорд): 1985/86, 1989/90, 1990/91, 1991/92, 1992/93, 1993/94, 2000/01, 2002/03, 2003/04, 2004/05, 2005/06, 2006/07, 2007/08, 2008/09, 2009/10, 2010/11, 2011/12, 2012/13, 2013/14, 2014/15, 2015/16, 2017/18, 2018/19, 2020/21, 2021/22, 2022/23
- Кубок Скалы
  - Победитель (17) (рекорд): 1986, 1989, 1990, 1993, 1994, 2002, 2004, 2005, 2006, 2007, 2008, 2009, 2010, 2011, 2014, 2015, 2016
  - Финалист (3): 2001, 2003, 2017
- Кубок Лиги
  - Победитель (17): 1986/87, 1987/88, 1988/89, 1989/90, 1990/91, 1991/92, 1992/93, 1999/00, 2001/02, 2002/03, 2003/04, 2005/06, 2006/07, 2007/08, 2010/11, 2011/12, 2013/14
  - Финалист (2): 2004/05, 2008/09
- Суперкубок Гибралтара
  - Победитель (10) (рекорд): 2001, 2002, 2004, 2007, 2008, 2009, 2010, 2011, 2014, 2015
  - Финалист (5): 2003, 2005, 2006, 2013, 2016

## Статистика выступлений с 2010 года
| Сезон   | Ранг | Турнир           | Место | И  | В  | Н | П | ГЗ  | ГП | РГ   | Очки | Кубок                            |
| ------- | ---- | ---------------- | ----- | -- | -- | - | - | --- | -- | ---- | ---- | -------------------------------- |
| 2010/11 | 1    | Премьер дивизион | 1     | 20 | 16 | 4 | 0 | 72  | 22 | +50  | 52   | Победитель                       |
| 2011/12 | 1    | Премьер дивизион | 1     | 20 | 17 | 3 | 0 | 82  | 18 | +64  | 54   | 1/2 финала                       |
| 2012/13 | 1    | Премьер дивизион | 1     | 15 | 13 | 2 | 0 | 68  | 13 | +55  | 41   | 1/2 финала                       |
| 2013/14 | 1    | Премьер дивизион | 1     | 14 | 11 | 3 | 0 | 66  | 6  | +60  | 36   | Победитель                       |
| 2014/15 | 1    | Премьер дивизион | 1     | 21 | 19 | 1 | 1 | 80  | 12 | +68  | 58   | Победитель                       |
| 2015/16 | 1    | Премьер дивизион | 1     | 27 | 25 | 1 | 1 | 130 | 9  | +121 | 76   | Победитель                       |
| 2016/17 | 1    | Премьер дивизион | 2     | 27 | 23 | 3 | 1 | 100 | 16 | +84  | 72   | Финалист                         |
| 2017/18 | 1    | Премьер дивизион | 1     | 27 | 21 | 2 | 4 | 71  | 19 | +52  | 65   | 1/2 финала                       |
| 2018/19 | 1    | Премьер дивизион | 1     | 27 | 21 | 3 | 3 | 84  | 19 | +65  | 66   | 2-й раунд                        |
| 2019/20 | 1    | Премьер дивизион | 3     | 17 | 13 | 0 | 4 | 68  | 15 | +53  | 39   | не завершён (выход в 1/2 финала) |
| 2020/21 | 1    | Премьер дивизион | 1     | 20 | 15 | 3 | 2 | 62  | 13 | +49  | 48   | Победитель                       |

## Выступления в еврокубках
| Сезон   | Сезон   | Турнир                | Раунд                         | Соперник           | Дома       | В гостях   | Общий счёт |  |
| ------- | ------- | --------------------- | ----------------------------- | ------------------ | ---------- | ---------- | ---------- |  |
| 2014/15 | 2014/15 | Лига чемпионов УЕФА   | Первый отборочный раунд       | ХБ Торсхавн        | 1:1        | 2:5        | 3:6        |  |
| 2015/16 | 2015/16 | Лига чемпионов УЕФА   | Первый отборочный раунд       | Санта-Колома       | 0:0        | 2:1        | 2:1        |  |
| 2015/16 | 2015/16 | Лига чемпионов УЕФА   | Второй отборочный раунд       | Мидтьюлланн        | 0:2        | 0:1        | 0:3        |  |
| 2016/17 | 2016/17 | Лига чемпионов УЕФА   | Первый отборочный раунд       | Флора              | 2:0        | 1:2        | 3:2        |  |
| 2016/17 | 2016/17 | Лига чемпионов УЕФА   | Второй отборочный раунд       | Селтик             | 1:0        | 0:3        | 1:3        |  |
| 2017/18 | 2017/18 | Лига Европы УЕФА      | Первый отборочный раунд       | АЕК Ларнака        | 1:1        | 0:5        | 1:6        |  |
| 2018/19 | ЛЧ      | Лига чемпионов УЕФА   | Первый предварительный раунд  | Ла Фиорита         | 2:01       | 2:01       | 2:01       |  |
| 2018/19 | ЛЧ      | Лига чемпионов УЕФА   | Второй предварительный раунд  | Дрита              | 1:4, д.в.1 | 1:4, д.в.1 | 1:4, д.в.1 |  |
| 2018/19 | ЛЕ      | Лига Европы УЕФА      | Второй квалификационный раунд | Нью-Сейнтс         | 1:1        | 1:2        | 2:3        |  |
| 2019/20 | ЛЧ      | Лига чемпионов УЕФА   | Предварительный квалиф. раунд | Ферроникели        | 0:1 1      | 0:1 1      | 0:1 1      |  |
| 2019/20 | ЛЕ      | Лига Европы УЕФА      | Второй квалификационный раунд | Арарат-Армения     | 1:2        | 0:2        | 1:4        |  |
| 2020/21 | 2020/21 | Лига Европы УЕФА      | Предварительный квалиф. раунд | Приштина           | 3:0 (+:-)  | —          | 3:0        |  |
| 2020/21 | 2020/21 | Лига Европы УЕФА      | Первый квалификационный раунд | Унион Титус Петанж | 2:0        | —          | 2:0        |  |
| 2020/21 | 2020/21 | Лига Европы УЕФА      | Второй квалификационный раунд | Рейнджерс          | 0:5        | —          | 0:5        |  |
| 2021/22 | ЛЧ      | Лига чемпионов УЕФА   | Первый отборочный раунд       | Фола               | 5:0        | 2:2        | 7:2        |  |
| 2021/22 | ЛЧ      | Лига чемпионов УЕФА   | Второй отборочный раунд       | ЧФР Клуж           | 1:2        | 0:2        | 1:4        |  |
| 2021/22 | ЛЕ      | Лига Европы УЕФА      | Третий отборочный раунд       | Слован Братислава  | 1:3        | 1:1        | 2:4        |  |
| 2021/22 | ЛК      | Лига конференций УЕФА | Плей-офф                      | Рига               | 3:1, д.в.  | 1:1        | 4:2        |  |
| 2021/22 | ЛК      | Лига конференций УЕФА | Групповой турнир. Группа F    | ПАОК               |            |            |            |  |
| 2021/22 | ЛК      | Лига конференций УЕФА | Групповой турнир. Группа F    | Копенгаген         |            |            |            |  |
| 2021/22 | ЛК      | Лига конференций УЕФА | Групповой турнир. Группа F    | Слован             |            |            |            |  |

Примечание
 ↑  По регламенту противостояния на 1-м и 2-м предварительном раундах сезона-2018/19 Лиги чемпионов состоят из одного матча.

## Текущий состав
| 1  | Флаг Испании    | Вр  | Наузет Сантана   | 1994 |  |  |  |  |
| 13 | Флаг Испании    | Вр  | Иван Вильянуэва  | 1996 |  |  |  |  |
| 23 | Флаг Гибралтара | Вр  | Дейл Коулинг     | 1996 |  |  |  |  |
|    |                 |     |                  |      |  |  |  |  |
| 2  | Флаг Испании    | Защ | Хесус Тоскано    | 1990 |  |  |  |  |
| 4  | Флаг Гибралтара | Защ | Киан Ронан       | 2001 |  |  |  |  |
| 6  | Флаг Гибралтара | Защ | Бернардо Лопес   | 1993 |  |  |  |  |
| 14 | Флаг Гибралтара | Защ | Рой Чиполина     | 1983 |  |  |  |  |
| 21 | Флаг Испании    | Защ | Нано             | 1984 |  |  |  |  |
| 24 | Флаг Гибралтара | Защ | Джек Сарджент    | 1995 |  |  |  |  |
| 66 | Флаг Гибралтара | Защ | Итан Бритто      | 2000 |  |  |  |  |
| —  | Флаг Ганы       | Защ | Ибрахим Айю      | 1988 |  |  |  |  |
|    |                 |     |                  |      |  |  |  |  |
| 8  | Флаг Гибралтара | ПЗ  | Джулиан Валарино | 2000 |  |  |  |  |
| 10 | Флаг Гибралтара | ПЗ  | Лиам Уокер       | 1988 |  |  |  |  |

| 11 | Флаг Испании     | ПЗ  | Хуампе          | 1989 |  |  |  |  |
| 17 | Флаг Испании     | ПЗ  | Марко Роса      | 1995 |  |  |  |  |
| 20 | Флаг Ганы        | ПЗ  | Мустафа Яхая    | 1994 |  |  |  |  |
| 22 | Флаг Гибралтара  | ПЗ  | Грэм Торрилла   | 1997 |  |  |  |  |
| 29 | Флаг Гибралтара  | ПЗ  | Ли Чиполина     | 2006 |  |  |  |  |
| 77 | Флаг Гибралтара  | ПЗ  | Кайл Клинтон    | 2004 |  |  |  |  |
| —  | Флаг Нигерии     | ПЗ  | Самсон Аджайи   | 1999 |  |  |  |  |
| —  | Флаг Нидерландов | ПЗ  | Дьюманей Бюрнет | 2001 |  |  |  |  |
|    |                  |     |                 |      |  |  |  |  |
| 7  | Флаг Гибралтара  | Нап | Ли Касьяро      | 1981 |  |  |  |  |
| 9  | Флаг Испании     | Нап | Кике Гомес      | 1994 |  |  |  |  |
| 19 | Флаг Испании     | Нап | Хуанфри         | 1989 |  |  |  |  |
| 14 | Флаг Испании     | Нап | Санти Лике      | 1993 |  |  |  |  |
| —  | Флаг Гибралтара  | Нап | Дилан Пикок     | 2001 |  |  |  |  |